# Liu Baozhen
Liu Baozhen 劉寶真 (cinese) (Gu’anxian, 1861 – Pechino, 1922) è stato un insegnante cinese.
Liu Baozhen (刘宝真), anche chiamato Pinqing, e soprannominato “gambe volanti Liu” (飞腿刘) e “Sciabola Volante Liu” (飞刀刘). È stato allievo di Dong Haichuan ed ha creato la Scuola Liu di Baguazhang (Liupai Baguazhang, 刘派八卦掌). A volte si trova anche il nome con questi ideogrammi: 刘宝珍.

## Biografia
Liu Baozhen è nato nel 1861 a Donghongsicun (东红寺村) nella contea di  Gu'anxian (固安县) in Hebei. Prima di diventare studente di Dong Haichuan avrebbe padroneggiato il Chuojiao e, secondo Ren Zhicheng, lo Yin Yang Bapanzhang (阴阳八盘掌), che gli sarebbe stato insegnato da Li Zhenqing (李振清). Verso la fine dell'epoca della dinastia Qing egli aveva un ruolo di poliziotto per il governo imperiale Shuntian (顺天). Dong Haichuan lo conobbe durante una sua visita a Gu'anxian e rimase a vivere presso casa sua tre anni.  Liu Baozhen apprese da Dong: Bazhuang (八桩); Bashi (八势); Baguzhang (八卦掌); Baguadao (八卦刀); il metodo Chuangong Dazhuang (穿宫打桩); il lavoro Lianshen Daoqi (炼神导气).
Liu era particolarmente versato nel maneggio della sciabola. In seguito egli studiò con un monaco Buddista presso Tongzhou Mousi (通州某寺) nell'area amministrativa di Pechino, arricchendo  il proprio metodo di pugilato con l'arte Qimendujia (奇门遁甲, rendersi invisibile) e creò il Bamen Jiugong Zhangfa (八门九宫掌法). Liu Baozhen morì nella zona di Tongzhou Mousi (通州某寺).

## Allievi
Liu Baozhen cercò di trasmettere la sua arte di pugilato a suo figlio, ma questi si dimostrò non interessato all'apprendimento, perciò Liu insegnò il proprio stile a Guo Mengshen (郭梦深).